# Francesco Ventola
Francesco Ventola (ur. 12 maja 1971 w m. Canosa di Puglia) – włoski polityk i samorządowiec, poseł do Parlamentu Europejskiego X kadencji.

## Życiorys
Ukończył nauki polityczne na Uniwersytecie w Bari. Z zawodu specjalista w zakresie handlu i bankowości. Zaangażował się w działalność polityczną w ramach partii Forza Italia, później działał w powstałym na bazie FI Ludzie Wolności. Dołączył potem do ugrupowania Direzione Italia, a następnie wstąpił do formacji Bracia Włosi.
W 1996 został radnym miejscowości Canosa di Puglia, w 1997 objął stanowisko asesora we władzach wykonawczych. W 2000 został przewodniczącym frakcji FI w radzie miejskiej. W latach 2002–2012 sprawował urząd burmistrza rodzinnej miejscowości. W latach 2009–2014 pełnił funkcję prezydenta prowincji Barletta-Andria-Trani. W 2015 zasiadł w radzie regionu Apulia, kierował w niej frakcją radnych swojej partii.
W wyborach w 2024 uzyskał mandat posła do Parlamentu Europejskiego X kadencji.